# 石沛镇
石沛镇，是中华人民共和国安徽省滁州市全椒县下辖的一个乡镇级行政单位。

## 行政区划
石沛镇下辖以下地区：
石沛社区、大季村、石沛村、联盟村、枣岭村、黄栗树村、周岗村、孤山村和白庙村。